# Cistanche
Cistanche   es un género de plantas sin clorofila, perenne, parásita, de la familia de las Orobancáceas.

## Descripción
Plantas perennes, glabras. Tallo robusto, simple. Hojas numerosas, normalmente imbricadas en la zona basal. Inflorescencia en espiga terminal, densa, con muchas flores; cada flor con una sola bráctea y dos bractéolas laterales, adnadas al cáliz. Cáliz campanulado, generalmente con 5 lóbulos; lóbulos obtusos, redondeados. Corola ± regular, tubular, campanulada o ± obcónica, con 5 lóbulos subiguales, patentes y, a menudo, con dos protuberancias en la garganta. Estambres inclusos. Estilo curvado cerca del ápice; estigma robusto, subentero. Fruto en cápsula, ovoide. Semillas subglobosas, muy pequeñas.

## Taxonomía
El género fue descrito por Hoffmanns. ex Link y publicado en Flore portugaise ou description de toutes les ... 1: 319. 1809.
Etimología
Cistanche: nombre  genérico que deriva del griego kisthós, en relación con las diversas especies del género Cistus en su acción parásita o “ahoga”, y de anche que significa "ahogar".

## Especies
- Cistanche afghanica Gilli
- Cistanche ambigua (Bunge) Beck
- Cistanche calotropidis (Edgew.) Wight
- Cistanche carnosa Pax
- Cistanche christisonioides Beck
- Cistanche compacta (Viv.) Beck
- Cistanche deserticola Y.C.Ma
- Cistanche feddeana K.S.Hao
- Cistanche fissa (C.A.Mey.) Beck
- Cistanche flava (C.A.Mey.) Korsh.
- Cistanche × hybrida Beck
- Cistanche jodostoma Butkov & Vved.
- Cistanche lanzhouensis Z.Y.Zhang
- Cistanche laxiflora Aitch. & Hemsl.
- Cistanche mauritanica (Coss. & Durieu) Beck
- Cistanche mongolica Beck
- Cistanche ningxiaensis D.Z.Ma & J.A.Duan
- Cistanche phelypaea (L.) Cout.
- Cistanche ridgewayana Aitch. & Hemsl.
- Cistanche rosea Baker
- Cistanche salsa (C.A.Mey.) Beck
- Cistanche sinensis Beck
- Cistanche speciosa Butkov
- Cistanche stenostachya Butkov
- Cistanche trivalvis (Trautv.) Beck
- Cistanche tubulosa (Schenk) Wight
- Cistanche violacea (Desf.) Hoffmanns. & Link